# Bahna Mare
Bahna Mare – wieś w Rumunii, w okręgu Neamț, w gminie Bârgăuani. W 2011 roku liczyła 20 mieszkańców.